# Anton Szwiec
Anton Olegowicz Szwiec (ros. Илья Андреевич Самошников; ur. 26 kwietnia 1993 w Geniczesku) – rosyjski piłkarz pochodzenia ukraińsko-gruzińskiego grający na pozycji defensywnego pomocnika. Od 2017 jest zawodnikiem klubu Achmat Grozny.

## Kariera klubowa
Swoją karierę piłkarską Szwiec rozpoczynał w juniorach takich klubów jak: Dinamo Tbilisi (1998-2003), CSKA Moskwa (2003-2006), Spartak Moskwa (2006-2008), Trudowje Rezerwy Moskwa (2008-2010) i ponownie Spartak Moskwa (2010-2011). W 2011 roku wyjechał do Hiszpanii i został zawodnikiem zespołu rezerw Realu Saragossa. 26 lutego 2012 zadebiutował w nich w Segunda División B w przegranym 0:2 domowym meczu z CF Gandía. W sezonie 2012/2013 spadł z rezerwami Saragossy do Tercera División. 23 marca 2014 rozegrał swój jedyny mecz w pierwszym zespole Realu, przegrany 0:1 na własnym stadionie z Deportivo La Coruña. Zawodnikiem Realu był do lata 2014.
Latem 2014 Szwiec został zawodnikiem rezerw Villarrealu. Swój debiut w nich zaliczył 23 sierpnia 2014 w zremisowanym 1:1 domowym meczu z CF Reus Deportiu. Zawodnikiem rezerw Villarrealu był do końca sezonu 2016/2017.
W lipcu 2017 Szwiec został piłkarzem Achmatu Grozny, do którego trafił na zasadzie wolnego transfery. W Achmacie zadebiutował 5 sierpnia 2017 w przegranym 2:3 wyjazdowym meczu z FK Ufa.
| Sezon   | Klub             | Kraj      | Rozgrywki          | Mecze | Gole |
| ------- | ---------------- | --------- | ------------------ | ----- | ---- |
| 2011/12 | Real Saragossa B | Hiszpania | Segunda División B | 4     | 0    |
| 2012/13 | Real Saragossa B | Hiszpania | Segunda División B | 32    | 0    |
| 2013/14 | Real Saragossa   | Hiszpania | Segunda División   | 1     | 0    |
| 2013/14 | Real Saragossa B | Hiszpania | Tercera División   | 30    | 5    |
| 2014/15 | Villarreal CF B  | Hiszpania | Segunda División B | 30    | 1    |
| 2015/16 | Villarreal CF B  | Hiszpania | Segunda División B | 20    | 3    |
| 2016/17 | Villarreal CF B  | Hiszpania | Segunda División B | 21    | 0    |
| 2017/18 | Achmat Grozny    | Rosja     | Priemjer-Liga      | 25    | 3    |
| 2018/19 | Achmat Grozny    | Rosja     | Priemjer-Liga      | 20    | 2    |
| 2019/20 | Achmat Grozny    | Rosja     | Priemjer-Liga      | 19    | 0    |
| 2020/21 | Achmat Grozny    | Rosja     | Priemjer-Liga      | 21    | 1    |

## Kariera reprezentacyjna
W reprezentacji Rosji Szwiec zadebiutował 27 marca 2018 w przegranym 1:3 towarzyskim meczu z Francją, rozegranym w Petersburgu, gdy w 76. minucie zmienił Aleksandra Jerochina.